# Gryon muscaeforme
Gryon muscaeforme är en stekelart som först beskrevs av Nees von Esenbeck 1834. Enligt Catalogue of Life ingår Gryon muscaeforme i släktet Gryon och familjen Scelionidae, men enligt Dyntaxa är tillhörigheten istället släktet Gryon och familjen gallmyggesteklar. Arten är reproducerande i Sverige. Inga underarter finns listade i Catalogue of Life.